# 小池喜明
小池 喜明（こいけ よしあき、1939年 - ）は、日本の倫理学者、東洋大学名誉教授。専門は日本思想史。東京大学卒。

## 略歴
東京都浅草生まれ。1964年東京大学文学部倫理学科卒業、1969年同大学院博士課程満期退学。
横浜国立大学講師、昭和大学助教授、東洋大学文学部教授を務め、2009年定年退任、名誉教授。
1997年「『葉隠』の志 -「奉公人」山本常朝」で、博士_(文化史学)（乙種、同志社大学）。

## 著書
- 『攘夷と伝統 その思想史的考察』（ぺりかん社） 1985年
- 『「葉隠」の叡智 誤一度もなき者は危く候』（講談社現代新書） 1993年
- 『大橋訥菴 日本「商人国」批判と攘夷論』（ぺりかん社） 1999年
- 『武士と開国』（ぺりかん社） 2008年
- 『幕末の武士道 「開国」に問う』（敬文舎、日本歴史 私の最新講義） 2015年

### 博士論文
- 『『葉隠』の志 「奉公人」山本常朝』（武蔵書院） 1993年、のち改題『葉隠 武士と「奉公」』（講談社学術文庫） 1999年

## 論文
- CiNii>小池喜明

## 参考リンク
- JGLOBAL>小池喜明
- 東洋大学>名誉教授一覧
- 紀伊國屋書店>『武士と開国』